# Roger S. Bagnall
Pour les articles homonymes, voir Bagnall.
Roger Shaler Bagnall, né le 19 août 1947 à Seattle dans l'État de Washington, est un universitaire américain spécialiste de l'Antiquité classique. Il est professeur de Lettres classiques et d'histoire à l'université Columbia de 1974 à 2007, date à laquelle il  prend le poste de directeur de l'Institut pour l'étude du monde antique (ISAW) à l'université de New York.

## Biographie
Né à Seattle, Bagnall étudie à l'université Yale (BA, 1968), puis à l'université de Toronto (MA, 1969; Doctorat en 1972). Il publie plusieurs ouvrages sur l'histoire de la Rome antique, de la Grèce antique et de l'Égypte antique, ainsi que sur la papyrologie. Il est élu membre de l'Académie américaine des arts et des sciences en 2000 et membre de la Société américaine de philosophie en 2001.